# Gravimétrie
Le champ de gravité a été calculé à partir de mesures de hauteur des eaux de surface recueillies par l'altimètre de l'US Navy GEOSAT de mars 1985 à janvier 1990. Il s'agit de données déclassifiées par la Marine américaine en mai 1992. Elles fournissent la plupart des informations sur la gravité à petite échelle. 

Le terme gravimétrie a différentes acceptions selon les domaines dans lesquels il est employé.

## Géophysique
En géophysique, la gravimétrie est une méthode dite de potentiel qui étudie les variations spatiales du champ de gravité, notamment par la mesure des valeurs de la pesanteur.

### Pesanteur
La pesanteur terrestre, g, résulte essentiellement de la force de gravité et vaut environ 9,8 N/kg. Elle varie cependant selon la latitude (9,83 N/kg aux pôles contre 9,78 N/kg à l'équateur) en raison de la rotation de la Terre (force centrifuge plus intense à l’équateur qu’aux pôles) et de l'aplatissement du globe terrestre aux pôles, et varie localement en raison de la répartition hétérogène des différentes masses avoisinantes (montagnes, fosses, etc.). Ces variations sont également temporelles en raison des mouvements dus aux marées, à la tectonique des plaques, à la fonte des glaciers, etc.

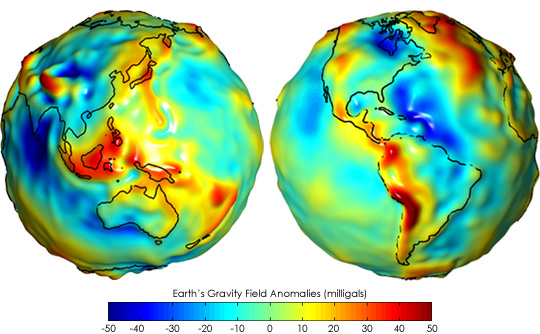
Anomalies de gravimétrie sur Terre

### Méthodes
Deux méthodes complémentaires permettent de l'étudier : la gravimétrie spatiale qui utilise les orbites des satellites induites par le géoïde terrestre (on remonte ainsi à des échelles de 100 km, mais pour l'ensemble du globe), et la gravimétrie-géodésie plus locale mais plus précise.
Les mesures de la pesanteur à la surface de la Terre donnent aux géophysiciens les moyens de modéliser la structure géologique du sous-sol. Étant donné que les mesures du champ de gravité sont seulement proportionnelles à la densité des roches, les modèles du sous-sol seront des modèles de densité. 

#### Les gravimètres
Les appareils employés sont des gravimètres, qui mesurent des valeurs relatives de la pesanteur avec une extrême précision (à 10-9 près au moins). S’ils peuvent être manipulés par une seule personne, ils nécessitent néanmoins un calage altimétrique de précision (plus précis que le centimètre, d'où l'existence de bornes de référence altimétriques). Ils sont utilisés facilement dans n’importe quelles situations climatiques, géographiques et de relief c’est-à-dire en montagne, en forêt, en plaine, en ville, en galeries souterraines, sur les lacs gelés, les glaciers, etc.
Il s'agit le plus souvent d'une masse déformant un ressort. Les appareils plus précis sont constitués d'une masse métallique évoluant dans une bobine supraconductrice : l'intensité du courant permettant la lévitation de celle-ci est corrélée avec l'accélération de la pesanteur.
Après l’acquisition des mesures et leurs validations, le géophysicien doit corriger ces mesures de l'altitude et du relief ainsi que des effets de force de marée de la Lune et du Soleil. En comparant les mesures à des valeurs théoriques de gravité au même point de mesure, on élabore une anomalie dite de Bouguer (Pierre Bouguer (1698–1758)). Cette première interprétation peut aboutir à une analyse quantitative par l’élaboration d’un modèle géométrique 2D, 2,5D ou 3D du sous-sol géologique. On doit prendre soin de relier les hypothèses de travail à des éléments reconnus provenant d’autres méthodes géophysiques ou provenant directement de forages mécaniques.

#### Gravimétrie spatiale[1]
La trajectoire d'un satellite artificiel volant à basse altitude est directement influencée par la valeur de g. La déviation en altitude permet donc d'estimer celle-ci. Cette technique a été employée dès les années 1980.
En 2000, le satellite CHAMP est lancé. Il est suivi par le système GRACE (Gravity Recovery and Climate Experiment) en 2002. Ce dernier est composé de deux satellites qui se suivent de près en orbite basse et dont les positions relatives sont déterminées avec une précision extrême. La résolution spatiale est alors de l'ordre de 400 km. Le satellite GOCE (Gravity field and steady state ocean circulation explorer), permettant une précision encore meilleure, est lancé le 17 mars 2009. En 2018, une deuxième mission GRACE est lancée : GRACE-FO. Elle se différencie de la première par l'ajout d'un interféromètre laser expérimental utilisé pour mesurer la distance entre les deux satellites avec encore plus de précision.

### Applications
Les applications sont très diverses, notamment pour caractériser un aquifère, une cavité, un glacier, un dôme de sel, un site archéologique, un gîte métallifère, un bassin sédimentaire ou la structure d'une chaîne de montagne. La gravimétrie aéroportée permet d’étudier d’importantes étendues en peu de temps, mais avec une précision moindre qu'en gravimétrie terrestre : cette technique donne des résultats applicables à l’exploration pétrolière et minière. Elle permet également d'évaluer l'épaisseur des calottes polaires et aider ainsi à l'estimation du réchauffement climatique. Elle a permis de découvrir des cratères d'impacts anciens rendus invisibles à cause de l'érosion, comme le cratère de Morokweng en Afrique du Sud.

## Métallurgie / minéralurgie
En métallurgie et en minéralurgie, la gravimétrie désigne un ensemble de techniques de séparation de minéraux, qui agissent en fonction de la différence de densité de ces minéraux. Ces techniques sont utilisées en particulier en minéralurgie pour concentrer des minerais. Elles sont également utilisées dans le domaine du recyclage, par exemple pour séparer des matières plastiques de différentes densités.
À titre d'exemple, on citera la technique de « liqueur dense », qui consiste à préparer une phase liquide de densité intermédiaire entre celles des deux minéraux à séparer. L'un des minéraux va flotter, l'autre va sombrer, et l'on pourra donc les recueillir séparément. On peut ainsi séparer un minerai de sa gangue stérile. La technique n'est efficace que si la différence de densité entre les minéraux considérés est suffisante. Elle nécessite le plus souvent une préparation granulométrique préalable (concassage par exemple).

## Mesures gravimétriques de poussières
La mesure des poussières par gravimétrie est la méthode de référence qui utilise la pesée avec une balance de précision,.
On prélève pendant un certain temps un échantillon d’air, de gaz ou de fumée. La poussière se dépose sur un filtre, que l’on a pris le soin de tarer au préalable. Il suffit alors de peser le filtre empoussiéré et de faire la différence. La méthode de prélèvement et la méthode de pesée sont normalisées (NF EN 13284-1, NF X44052).
C’est la méthode de prédilection pour les laboratoires de contrôle qui doivent notamment effectuer des campagnes de mesure auprès des sites industriels.
Cette méthode est également utilisée pour la mesure de l’air ambiant par les réseaux de surveillance de la qualité de l’air. Le lieu de prélèvement peut être une zone polluée, ou en pleine nature, loin de toute pollution. L’opérateur doit pouvoir de temps en temps venir changer les filtres. Les fabricants, pour éviter des déplacements trop fréquents, ont développé des systèmes plus ou moins automatisés qui peuvent assurer le changement des filtres et même la pesée (cette méthode automatisée est elle-même normalisée).
L’avantage d’une mesure par pesée est de pouvoir couvrir de faibles ou de très larges concentrations, dès lors que l’on peut adapter le temps de dépôt sur un même filtre (2 heures, 24 heures, par exemple).